# Oscarino Costa Silva
Oscarino Costa Silva (17 de gener de 1907 - 16 de setembre de 1990) fou un futbolista brasiler.

## Selecció del Brasil
Va formar part de l'equip brasiler a la Copa del Món de 1930.

## Palmarès
- Campeonato Fluminense (4):

Ypiranga: 1928, 1929, 1930, 1931
- Campionat carioca (2):

América: 1935
Vasco da Gama: 1936